# Francisco Alberto Madia de Souza
Francisco Alberto Madia de Souza, (Bauru, 10 de Fevereiro de 1943), uma das maiores autoridades em Administração Moderna e sua ideologia, o Marketing, no Brasil. Presidente da Abramark - Academia Brasileira de Marketing, autor de mais de 30 livros, criador do Prêmio Marketing Best, consultor de empresas consagrado com mais de 1.200 trabalhos realizados.

## Biografia
Madia, como é mais conhecido, nasceu na cidade de Bauru, São Paulo, filho de Carlos Araujo Souza e Julieta Madia de Souza, casado com Carmem Silvia Quartim Barbosa Madia, dois filhos, Joana e Fabio, e 4 netos, Isabella, Victoria, Gabriel e Bruno, estudou no Grupo Escolar Rodrigues de Abreu e Colégio Ernesto Monte, mudando-se para São Paulo aos 13 anos de idade.
Em São Paulo, fez a Escola de Arte Dramática, e graduou-se em direito pela Universidade de São Paulo (USP), turma de 1966. Depois fez uma série de cursos, e, em especial, o de marketing e mercado de capitais da Fundação Getulio Vargas e New York University.

## Carreira
Trabalha desde os 7 anos de idade, começou ajudando seu pai, e até os 37 anos de idade trabalhou em 12 empresas diferentes, experiência essa que o qualificou a converter-se num consultor de empresas de reconhecido sucesso.
A partir dos 37 anos decidiu empreender, criando a Madia e Associados, empresa de consultoria empresarial.
Como profissional, comandou a área de marketing de algumas das mais importantes empresas brasileiras, e tem em seu curriculum a participação decisiva na criação e reposicionamento de duas das marcas de maior valor do país, Itaú e Bradesco.
Fundou a Madia e Associados, Consultoria Internacional de Marketing no dia 1º de setembro de 1980. Em mais de 40 anos, realizou, com sua equipe de consultores, mais de 1.200 trabalhos para mais de 500 empresas de todos os portes e setores de atividades. Esses trabalhos envolveram a construção e gestão de mais de 3.000 marcas diferentes de empresas, instituições, personalidades, celebridades, produtos e serviços.
Criou o Prêmio MARKETING BEST, no ano de 1988, a mais importante premiação de Marketing do Brasil.
Criou a ABRAMARK – Academia Brasileira de Marketing no ano de 2004, onde hoje se reunem e aportam conhecimento de excepcional qualidade totalmente a disposição do público, dos mais importantes profissionais e empresários do marketing do país.

## Produção Acadêmica, Intelectual e de Conteúdo
Desde um primeiro livro no ano de 1990, “Causos de Marquetim”, Madia escreveu e publicou até agora 30 livros. Sendo 23, um a cada ano da série Marketing Trends.
E, ainda, os livros Marketing Pleno, Os Axiomas do Marketing, O Grande Livro do Marketing, Os 50 Mandamentos do Marketing e três livros sobre seu eterno mentor, criador da Administração Moderrna e de sua ideologia, o Marketing, Peter Ferdinand Drucker.
Em 2010, comemorando o centenário do legendário mestre, escreveu, Drucker 100 Anos/100 Lições. E publicou, em 2020, talvez o mais completo livro sobre Drucker, ser humano, intelectual, pai, marido, neto, e muito especialmente o grande gênio da administração moderna e do marketing: Drucker, ao Mestre com Carinho. E, em 2021, o mais completo dentre todos os livros já publicados até hoje sobre Drucker, DRUCKER FOREVER.
Seu livro Os 50 Mandamentos do Marketing venceu a maior premiação para livros no Brasil. O Prêmio Jabuti da Câmara Brasileira do Livro no ano de 2005. Selecionado por um júri de livreiros e especialistas concorreu na categoria Ciências Exatas, Tecnologia, Informática, Economia, Administração, Negócios e Direito. E venceu o primeiro Prêmio Jabuti. Como vencedor concorreu com os demais vencedores aos dois prêmios máximos. Melhor Livro do Ano Ficção, e Melhor Livro do Ano Não-Ficção.
E venceu como Melhor Livro do Ano Não-Ficção.
O vencedor em Melhor Livro Do Ano-Ficção foi o livro Vozes do Deserto, da escritora Nélida Piñon.
Mantém uma coluna semanal de artigos e comentários sobre administração e marketing, desde agosto de 1971, seguramente uma das colunas sobre negócios mais longevas do mundo. Escreve para uma série de outras publicações, produzindo mais de 200 ensaios sobre temas voltados para os negócios, E é o M.E.O – Mentor  Executive Office - do portal de mentoria sobre negócios Perennials. Realiza uma média de 50 conferências e palestras ano. E produz e compartilha com seu seguidores mais de 1000 videos sobre negócios a cada novo ano.
É o curador e editor convidado a COLEÇÃO EFICÁCIA EMPRESARIAL, que traz, traduz e publica no Brasil alguns dos melhores livros de administração e negócios de todo o mundo. Até hoje são 19 livros:
- MARKETING DE GUERRA − Autores: Al Ries e Jack Trout | Editora: McGraw Hill | Ano da edição: 1986

- O SUPERMANAGER – Autor: Roberto Heller | Editora McGraw Hill | Ano da Edição 1987

- MAXI MARKETING − Autores: Stan Rapp e Tom Collins | Editora McGraw Hill | Ano da Edição 1988

- ESPELHO, ESPELHO MEU – Autor: Ernest Dichter | Editora McGraw Hill | Ano da Edição 1989

- MARKETING DE GUERRA II A AÇÃO – Autor: Al Ries | McGraw Hill | Ano Edição 1989

- TEMPO IGUAL A SUCESSO − Autor: Alec Mackenzie | McGraw Hill | Ano Edição 1990

- MARKETING PESSOAL − Autor: Robert Heller | Makron McGraw Hill | Ano Edição 1990

- 5ªGERAÇÃO − MAXIMARKETING II − Autores Stan Rapp e Tom Collis | Editora McGraw Hill | Ano da Edição 1991

- OS TOMADORES DE DECISÃO − Autor: Robert Heller | Makron Books | Ano Edição 1991

- HORSE SENSE − Autor: Al Ries e Jack Trout | Editora Makron Books | Ano Edição 1991

- ENDOMARKETING – Autor: Thomas R. Horton | Editora Makron Books | Ano Edição 1992

- AS 22 CONSAGRADAS LEIS − Autor: Al Ries e Jack Trout | Editora Makron Books | Ano Edição 1993

- DO MARKETING DIRETO AO DATABASE MARKETING − Autor: Jim Kobs | Editora Makron Books | Ano Edição 1993

- DATABASED MARKETING − Autor: Herman Holtz | Editora Makron Books | Ano Edição 1994

- MAXIMARKETING – OS VENCEDORES – Autores: Stan Rapp e Tom Collins | Editora Makron Books | Ano da Edição 1994

- O NOVO POSICIONAMENTO − Autor: Jack Trout e Steve Rivkin | Editora Makron Books | Ano Edição 1996

- O NOVO MAXI MARKETING − Autores: Stan Rapp e Tom Collins | Editora Makron Books | Ano da Edição 1996

- FOCO UMA QUESTÃO DE VIDA OU MORTE PARA SUA EMPRESA - Autor: Al Ries | Editora Makron Books | Ano Edição 1996

- ONDE ELES ESTAVAM COM A CABEÇA - Autor: Robert M. McMath e Tom Forbes | Editora Makron Books | Ano Edição 1999